# PD–2

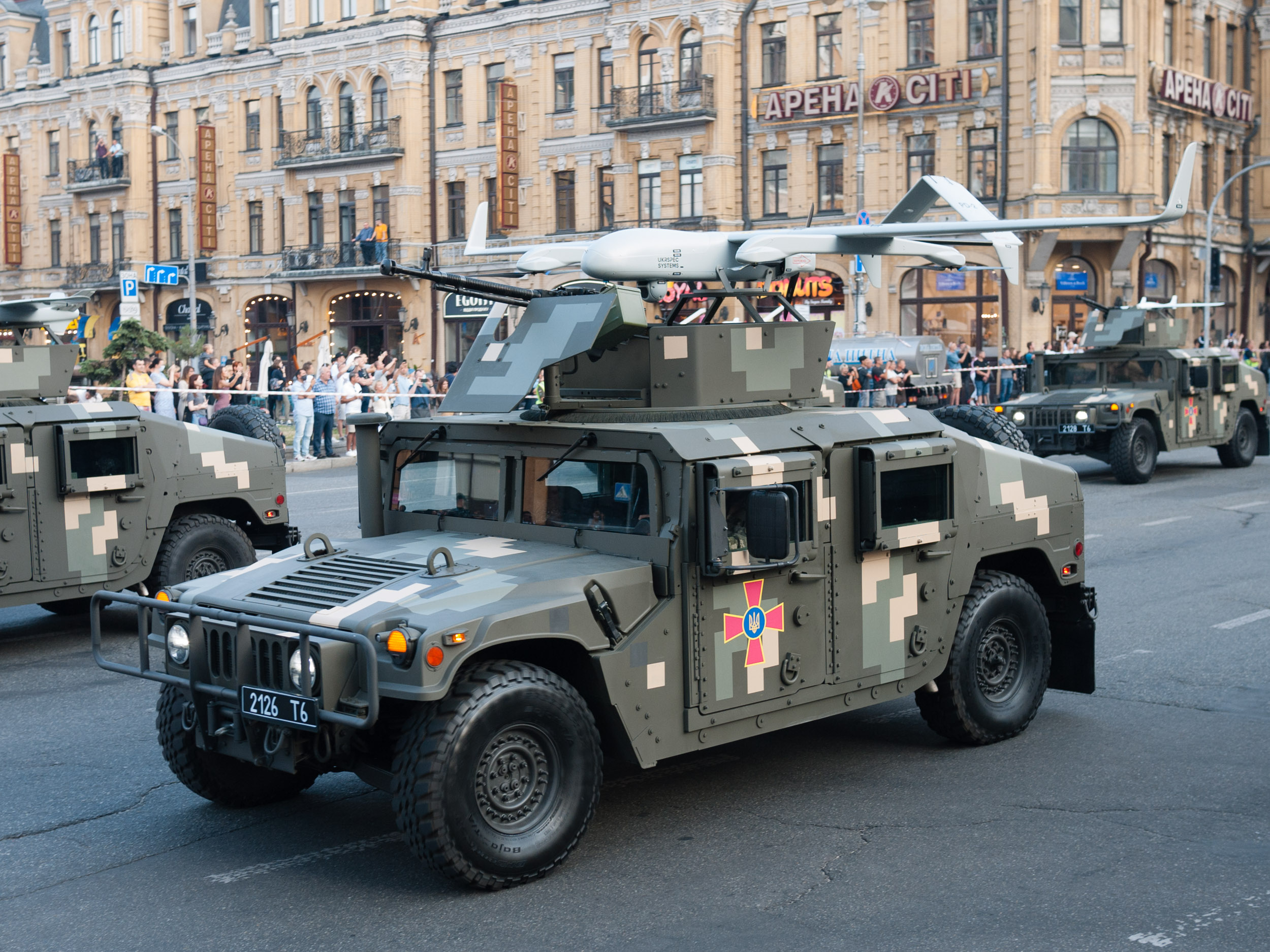
PD–2 a 2021-es kijevi díszszemlén

A PD–2 (PD – People's Drone, magyarul népi drón) ukrán többcélú pilóta nélküli repülőgép, amelyet a kijevi Ukrspecsystems vállalat fejlesztett ki és gyárt. A repülőgép légi felderítésre és csapásmérésre is alkalmas. Legnagyobb hasznos terhelhetősége 11 kg. Függőleges fel- és leszállásra (VTOL) szolgáló modullal is felszerelhető. A katonai felhasználás mellett határvédelmi, megfigyelési és ellenőrzési feladatokra, légi fényképezésre, mezőgazdasági felmérésre, kutatási és mentési feladatokra is felhasználható. 2024-től Lengyelországban is gyártják.

## Története
A repülőgépet az Ukrspecsystems cég fejlesztette 2019-től az ún. Népi Projekt (Narodnij Projekt) támogatásával, amely az Ukrajna elleni 2014-es orosz agressziót követően a kelet-ukrajnai háborúban részt vevő ukrán csapatok támogatására jött létre. A PD–2-t az Ukrspecsystems vállalat korábbi PD–1-es pilóta nélküli repülőgépének továbbfejlesztett változata. A modernizáció során növelték a hasznos terhet és a kommunikáció hatótávolságát, valamint korszerűbb szenzorokat építettek be. A repülőgép 2020-ban készült el, és még az év novemberében sikeresen tesztelték. A repülőgépet az Ukrán Fegyveres Erőknél rendszeresítették.
A Kalush Orcherstra 2022-ben az Eurovíziós Dalfesztiválon nyert üvegmikrofon díjat aukción értékesítette, majd az érte kapott 900 ezer dolláros összeget az Ukrán Fegyveres Erőknek ajánlották fel  eszközvásárlásra, ebből az összegből többek között PD–2-es pilóta nélküli repülőgépeket is vásároltak.
2024 szeptemberében hozták nyilvánosságra, hogy a tarnówi székhelyű lengyel ALS Systems (Air Land Sea Systems) megkapta az Ukrspecsystem több modelljének, így a PD–2-nek a gyártási jogát, és Lengyelországban is gyártani fogják.

## Jellemzői
Hagyományos aerodinamikai elrendezésű repülőgép. Felsőszárnyas kialakítású, egyenes szárnyakkal, a szárnyvégekre wingleteket helyeztek. Kétfaroktartós repülőgép, a vezérsíkok fordított pillangó elrendezésűek. Futóműve hárompontos, orrkerekes kialakítású. A futómű nem behúzható.
A repülőgép függőleges fel- és leszállást biztosító modullal is felszerelhető. A VTOL modul a félszárnyakra szerelhető, mindkét félszárnyra két-két elektromos motort tartalmazó egység szerelhető fel.
Belsőégésű motorral van ellátva, amely egy kéttollú, karbonszálas tolólégcsavart hajt. A 100 cm3 lökettérfogatú, kéthengeres négyütemű benzinmotor 95-ös oktánszámú benzin és kenőolaj 20:1-es keverékével működik. Elektromos önindítóval van felszerelve a motor, amely a földi vezérlőállomásról távirányítással is indítható. A zajcsökkentés érdekében a kipufogórendszerbe hangtompítót is beépítettek. A motort tápláló 12 literes üzemanyagtartály szénszál erősítésű kompozit. A motor és az üzemanyagtartály egy kompakt egységet képez. A motor egy 500 W teljesítményű generátorral van felszerelve, amely tölti a fedélzeti akkumulátorokat és biztosítja a repülőgép fedélzeti rendszereinek az energiaellátását. A motor kompatibilis a Pixhawk 2 rendszerű repülésvezérlőkkel. 
A fedélzeti elektromos rendszere 24 V-os. A fedélzeti akkumulátor hatcellás (6S), LiPo rendszerű, kapacitása 5400 mAh. 

## Műszaki adatok (PD–2E)
- Szárnyfesztáv: 5 m
- Maximális felszálló tömeg: 55 kg
- Emelkedőképesség: 3 m/s
- Normál utazósebesség: 100 km/h
- Legnagyobb sebesség: 140 km/h
- Maximális repülési idő:
  - hagyományos, merevszárnyú kivitelnél: 10 óra
  - VTOL konfigurációban: 8 óra
- Motor: 100   100 cm3-es léghűtéses, kéthengeres négyütemű benzinmotor
- Maximális motorteljesítmény: 7 LE